# Jókay-Ihász Lajos
Jókay-Ihász Lajos, névváltozat: Louis Jokay (Budapest, 1924. április 19. – Chicago, 1993. február 1.) mezőgazdász, élelmiszeripari kutató, a Food and Container Institute for the Armed Forces, USA (az amerikai hadsereg élelmiszer-kísérleti intézete) kutatója, az első amerikai űrhajósok számára kifejlesztett, világűrben fogyasztható élelmiszerek megalkotója.
Jókay Károly (Jókai Mór bátyja) dédunokája volt.

## Tanulmányai
Gyermekkorának nagy részét a Bakony és a Sokorói-dombság találkozásánál fekvő Hathalompusztán (Bakonytamási község külterülete) töltötte. A híres Pápai Református Kollégiumban érettségizett.
Felsőfokú tanulmányait 1942-ben kezdte meg Mosonmagyaróvárott, a Magyar Királyi Mezőgazdasági Főiskolán, ahol évfolyamtársa volt többek között a szintén az USA-ban letelepedett üzletember, Goldschmied László, az ILFC alapítója és vezetője, aki Leslie Gonda néven azon három magyar származású személy közt szerepelt, akik bekerültek a Forbes magazin világ leggazdagabb embereit számba vevő listájára. Szintén évfolyamtársa volt az emigráns magyar politikai élet egyik meghatározó személyisége, Kovács Károly Zoltán, egykori nemzetgyűlési képviselő, a Kereszténydemokrata Néppárt egyik újjáalakítója, vagy az Alma Mater későbbi tudós tanárai, illetve kutatói közül Pollhammer Ernő növénynemesítő, Szajkó László egyetemi tanár, állattenyésztési szaktekintély, az MTA doktora, Hajdu Frigyes növényvédelmi kutató, Schummel József rét- és gyepgazdálkodási kutató, illetve Haraszti Ede, az Állatorvostudományi Egyetem tanszékvezető egyetemi tanára és Vámosi Jenő, a herceghalmi Állattenyésztési és Takarmányozási Kutatóközpont szárítástechnikai kutatója.

## A II. világháború és az emigráció évei
A második világháború miatt megszakította tanulmányait, ugyan még 1944. szeptember 14-én az ötödik szemeszterre beiratkozott, de rövidesen visszatért Hathalomra a család gazdaságát irányítani, illetve megpróbálta a rendet fenntartani, és megakadályozni, hogy a megszálló német csapatok mindent elhordjanak. Sikerült is a birtok eszközeit, állatállományát megmenteni, 30 cselédet pedig a munkaszolgálat alól felmentetni.
Azonban tudta, hogy sem a német, sem a szovjet megszállóktól sok jóra nem számíthat, mennie kellett. Lóháton és kocsin, Magyaróváron át egészen Németországig jutott, majd onnét az Egyesült Államokba emigrált, tanulmányait is ott fejezte be.

## Pályafutása az USA-ban
A diploma megszerzése után Chicagóban vállalt kutatói állást, az amerikai hadsereg élelmiszer-kísérleti intézetében, a Food and Container Institute for the Armed Forces-ban. Feladata a világűrben is fogyasztható élelmiszerek előállítása volt, kutatásait siker koronázta: az egyik első amerikai asztronauta, John Glenn már az általa kifejlesztett élelemmel hagyta el a Földet.
Több szabadalmat is jegyzett, az általa kifejlesztett élelmiszereket a Gemini és Mercury űrkutatói is szeretettel fogyasztották, s az amerikai hadsereg „túlélő” felszereléséhez tartoznak azóta is.
Később, a hatvanas-hetvenes években a chicagói G.D. Searle (később Monsanto) gyógyszerkutató cég munkatársaként bábáskodott a „műcukor” (aszpartám vagy nutrasweet neveken ismert vegyület) felfedezésénél, illetve annak üdítőitalokban és egyéb élelmiszerekben való sikeres felhasználásában tett fontos felfedezéseket. A szénsavas üdítőitalokban az ő kutatásai alapján használják napjainkban is a „műcukrot”.

## Közéleti tevékenysége az USA-ban
Jókay-Ihász Lajos sikeres kutatói pályája mellett fontos közéleti szerepet is vállalt az emigráns magyarok között. Chicagóban a cserkészcsapat, illetve a helyi Magyar Társaság titkára, a Magyar Klub igazgatója volt.
Emellett a határon túli magyarokat pártfogó számos szervezet mondhatta segítőjének, támogatójának. A református gyülekezetben presbiterként szolgált, az emigráns újságokat cikkeivel segítette, a magyar rendezvényeket, cserkésztáborokat és magyar iskolákat a legkülönbözőbb módokon pártfogolta.

## Emlékezete
Az egykori óvári gazdász 1993-ban Chicagóban hunyt el, földi maradványait Magyarországon, Hathalmon helyezték örök nyugalomra. Fia írja megemlékezésében: „ott, ahol nevelkedett, ahova gyermekkori emlékei fűzték, ahol a háború előtt igazán otthon volt. A kriptánál az egyházi szertartást Kövy Zsolt református lelkész, a Jókai Kör alelnöke végezte, a magyarországi barátok és ismerősök nevében Huszár János, a Jókai Kör főtitkára búcsúztatta. Így hamvai valóban hazatértek, hiszen bárhova sodorta az élet, lelkileg mindig Hathalom és Pápa között élt.”
Az Egyesült Államokban született három gyermeke közül ketten, s a nyolc unokája közül hatan Budapesten élnek. Majdnem 70 évvel a menekülés után a család élete újra Magyarországon folytatódott.